# Dilar grandis
Dilar grandis is een insect uit de familie van de Dilaridae, die tot de orde netvleugeligen (Neuroptera) behoort. 
Dilar grandis is voor het eerst wetenschappelijk beschreven door Banks in 1931.